# Inosinmonophosphat
Inosinmonophosphat (IMP) ist ein Nukleotid und der Phosphorsäureester des Nukleosids Inosin. IMP ist ein zentrales Intermediat des Purinstoffwechsels in allen Lebewesen.

## Eigenschaften
Farbloser Sirup mit angenehm fleischigem Geschmack (umami). Der Sirup geht bei Trocknung über Schwefelsäure in eine glasige Masse über.

## Physiologie
IMP ist zentrales Zwischenprodukt bei der Biosynthese der Purinnukleotide AMP und GMP sowie vollständig interkonvertibel mit beiden Stoffen.

### Biosynthese
Die Biosynthese erfolgt entweder de-novo in 11 Schritten aus α-D-Ribose-5-phosphat – der letzte Reaktionsschritt ist hierbei die Formylierung und Cyclisierung von AICAR – oder wesentlich effizienter über den Salvage-Pathway direkt aus Hypoxanthin. Katalysierende Enzyme sind dabei die AICAR-Formyltransferase/IMP-Cyclase beziehungsweise die Hypoxanthin-Guanin-Phosphoribosyltransferase.
Weiter entsteht IMP beim Abbau von AMP durch Desaminierung mithilfe der AMP-Desaminase und durch Reduktion von GMP mittels der GMP-Reduktase.

### Metabolismus
IMP ist Ausgangssubstanz für die Synthese von AMP (über Adenylosuccinat) und GMP (über Xanthosin-5'-monophosphat, XMP). Es wird bei Stickstoffüberschuss über Inosin in vier Schritten zu Harnsäure abgebaut und im Urin ausgeschieden.

## Verwendung
Inosinmonophosphat wird wie auch das Dinatrium-, Dikalium- und Calciumsalz als Geschmacksverstärker (E 630, E 631, E 632 und E 633) eingesetzt. 
Trotz des geringen Eigengeschmacks besitzt Inosinmonophosphat eine ausgeprägte Wirkung als Geschmacksverstärker. Bei gemeinsamer Verwendung von Inosinmonophosphat mit Glutamat wird die geschmacksverstärkende Wirkung von Glutamat aufgrund synergistischer Effekte erheblich erhöht. Inosinmonophosphat findet als Geschmacksverstärker in Form des Natriumsalzes weit verbreitete Anwendung in der Nahrungsmittelindustrie, z. B. in Suppen- und Soßenprodukten sowie Fleischkonserven. Inosinmonophosphat wurde im Fleischextrakt bereits 1847 von Justus von Liebig nachgewiesen, der auch die geschmacksverstärkende Wirkung des Inosinmonophosphats erwähnte.